# Mary Ellen Kay
Mary Ellen Kay (Boardman, 29 agosto 1929 – 2017) è stata un'attrice statunitense.

## Biografia
Nata a Boardman, Ohio, è la sorella del virtuoso chitarrista Phil Keaggy. Suo fratello le attribuisce il merito di averlo introdotto alla fede cristiana. Prima di diventare un'attrice, Kay era una cantante, a partire dall'età di 6 anni. Successivamente, è stata in tour con l'orchestra di Gene Ryan, e quando aveva 17 anni era una headliner nei club di cena. La sua prima esperienza di recitazione è arrivata in produzioni il Piccolo Movimento Teatrale nell'area di Hollywood.
Kay ha recitato con Rex Allen in 19 film western.
Nel 1963 sposò il suo secondo marito, Tim Ruffalo. Avevano un figlio, Bill, e sono rimasti insieme fino alla sua morte da un ictus nel 1993. In un'intervista datata 14 agosto 2018, il fratello di Kay, Phil Keaggy, ha rivelato che Mary Ellen era morta nel 2017 all'età di 87 anni.

## Filmografia parziale

### Cinema
- La Strade di Ghost Town (Streets of Ghost Town), regia di Ray Nazarro (1950)
- Fort Dodge Stampede, regia di Harry Keller (1951)
- Desert of Lost Men, regia di Harry Keller (1951)
- Rodeo King and the Senorita, regia di Philip Ford (1951)
- Silver City Bonanza, regia di George Blair (1951)
- Government Agents vs Phantom Legion, regia di Fred C. Brannon (1951)
- Colorado Sundown, regia di William Witney (1952)
- The Last Musketeer, regia di William Witney (1952)
- Squadra omicidi (Vice Squad), regia di Arnold Laven (1953)
- Yukon Vengeance, regia di William Beaudine (1954)
- La lunga notte (The Long Wait), regia di Victor Saville (1954)
- Il passo dei Comanches (Thunder Pass), regia di Frank McDonald (1954)
- Runaway Daughters, regia di Edward L. Cahn (1956)
- Voodoo Woman, regia di Edward L. Cahn (1957)

### Televisione
- Corky, il ragazzo del circo (Circus Boy) – serie TV, episodio 1x10 (1956)
- The Gray Ghost – serie TV, episodio 1x31 (1958)